# 莱城 (巴布亚新几内亚)
莱城（英語：Lae）是巴布亚新几内亚的第二大城市，莫雷贝省首府，人口约120,000。莱城位于新几内亚岛东部休恩灣北岸近马卡姆河河口处，是巴布亚新几内亚的主要货物港口和工业城市，市内有巴布亚新几内亚理工大学。

## 历史
城市的历史分为四个时期：特派团阶段（1886年至1920年），黄金阶段（1926年到第二次世界大战），木材和农业阶段（直到1965年）和工业的繁荣（从1965年的高原公路通车）。

### 1800年代
1884年和1918年德国新几内亚公司在此建立了贸易站。 主要港口阿道夫港（Adolfhaven）位于135公里莱城东南。
1886年7月12日，德国传教士Johann Flierl在抵达Finschhafen的Simbang后不久来到莱城。当时有两组德国人居住在Kaiser-Wilhelmsland地区：企业家、种植园主、德国新几内亚公司成员以及沿海种植园的政府官员。

### 1900年代
第一次世界大战后，东部新几内亚由英国（通过澳大利亚）控制，许多德语地名被改为英语或当地语言名称。阿道夫港改称莫罗贝港。
澳大利亚官员驻扎在该地区不同地点，1921年军事管理过渡到民政管理后，淘金者约翰·莱维恩被任命为莫罗贝的民政事务专员（KIAP）。

### 1920–1930年代
1923年1月1日莱维恩取得采矿权，不久后组建了几内亚黄金集团。几内亚黄金集团1927年11月成立几内亚航空公司。1927年莱维恩安排在莱城建设了简易机场，协助各地的金矿生产。

### 1930–1945
1937年7月，美国飞行员埃尔哈特在莱城机场最后一次公开露面准备飞回美国，但此后失踪。
1937年莫尔兹比港附近发生火山爆发，新几内亚的首都临时迁至莱城。

### 1946-1969
羅馬天主教會1959年6月18日在當地設宗座代牧區。1966年11月15日升為教區。

### 1970–1990年代
1971年澳大利亚殖民政府在莱城设立地方政府，1972年正式建市。
战后莱城的发展与高地地区直接相关。咖啡和茶产业不断壮大。政府随后修建了通往高地地区的公路。20世纪80-90年代出现矿产热潮。1991年，莱城和莫尔兹比港联合举办了南太平洋运动会。1997年莱城市管理局改组为莱城城市地方级政府委员会。

### 2000年代
2011年9月24日，一年一度的巴布亚新几内亚国家橄榄球联盟队对阵澳大利亚的比赛在当地体育场举行，这是首次在莫尔兹比港以外举行且座无虚席的比赛。

## 气候
| 莱城              | 莱城       | 莱城      | 莱城       | 莱城       | 莱城       | 莱城       | 莱城       | 莱城       | 莱城       | 莱城       | 莱城       | 莱城     | 莱城          |
| 月份              | 1月        | 2月       | 3月        | 4月        | 5月        | 6月        | 7月        | 8月        | 9月        | 10月       | 11月       | 12月     | 全年          |
| ----------------- | ---------- | --------- | ---------- | ---------- | ---------- | ---------- | ---------- | ---------- | ---------- | ---------- | ---------- | -------- | ------------- |
| 平均高温 °C（°F） | 31 (88)    | 31 (88)   | 31 (87)    | 30 (86)    | 29 (85)    | 28 (83)    | 28 (82)    | 28 (82)    | 29 (84)    | 29 (85)    | 31 (87)    | 31 (87)  | 30 (85)       |
| 平均低温 °C（°F） | 24 (75)    | 24 (75)   | 24 (75)    | 23 (74)    | 23 (73)    | 22 (72)    | 22 (72)    | 22 (72)    | 22 (72)    | 23 (73)    | 23 (74)    | 23 (74)  | 23 (73)       |
| 平均降水量 mm（） | 290 (11.4) | 230 (9.2) | 320 (12.7) | 400 (15.8) | 420 (16.4) | 430 (16.8) | 530 (20.7) | 520 (20.6) | 440 (17.3) | 400 (15.8) | 330 (12.8) | 330 (13) | 4,640 (182.5) |
| 来源：Weatherbase |            |           |            |            |            |            |            |            |            |            |            |          |               |

## 图集

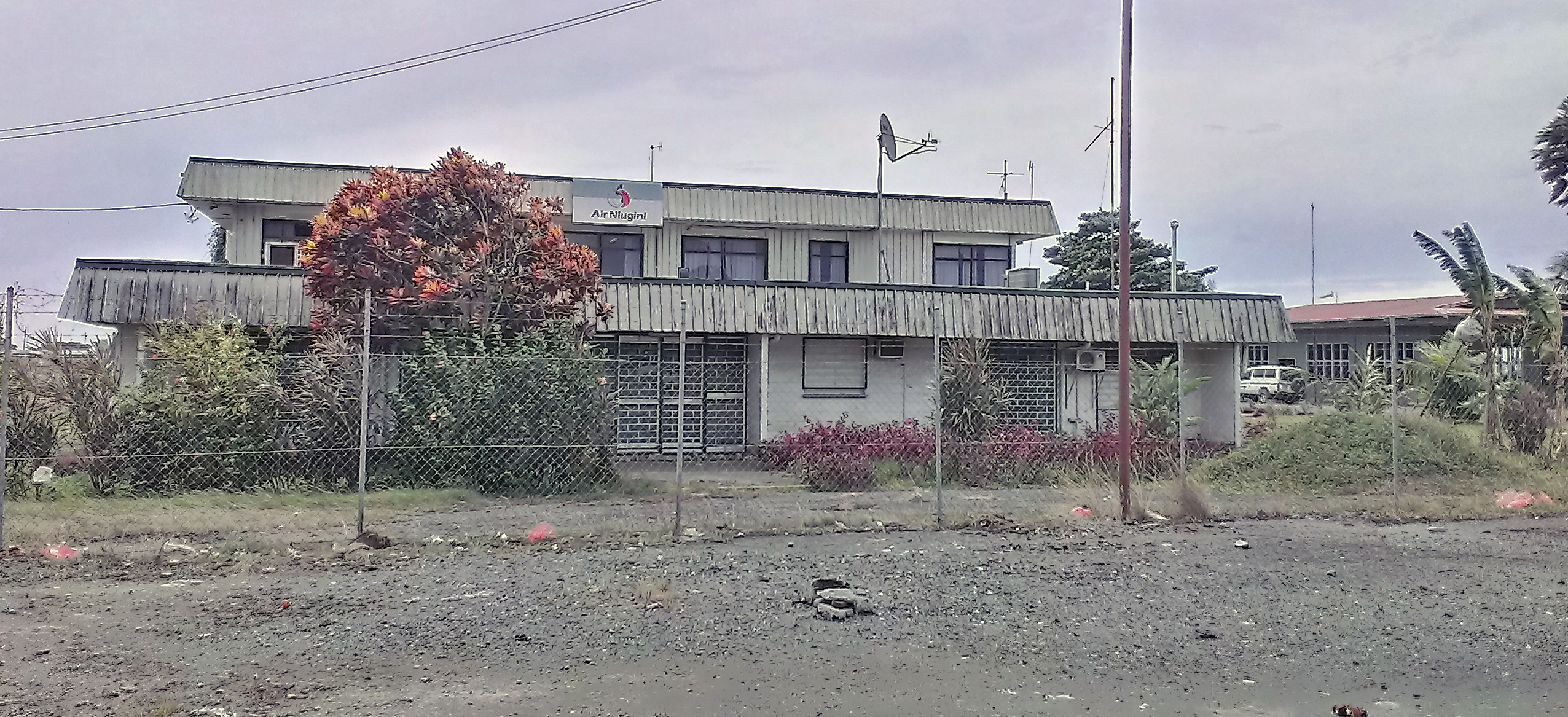
莱城老机场（英语：Lae Airfield）的航站楼
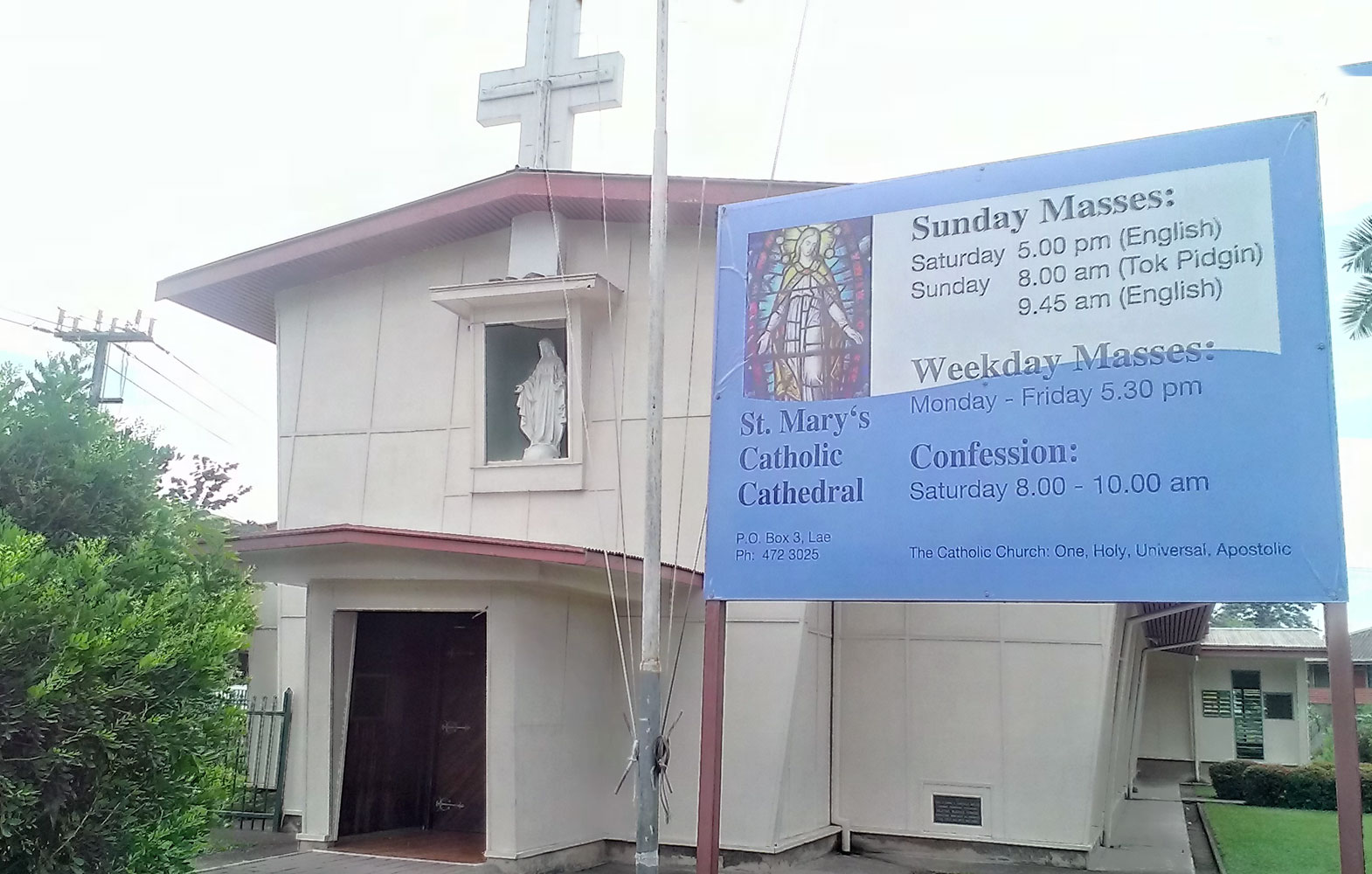
圣玛丽天主教堂
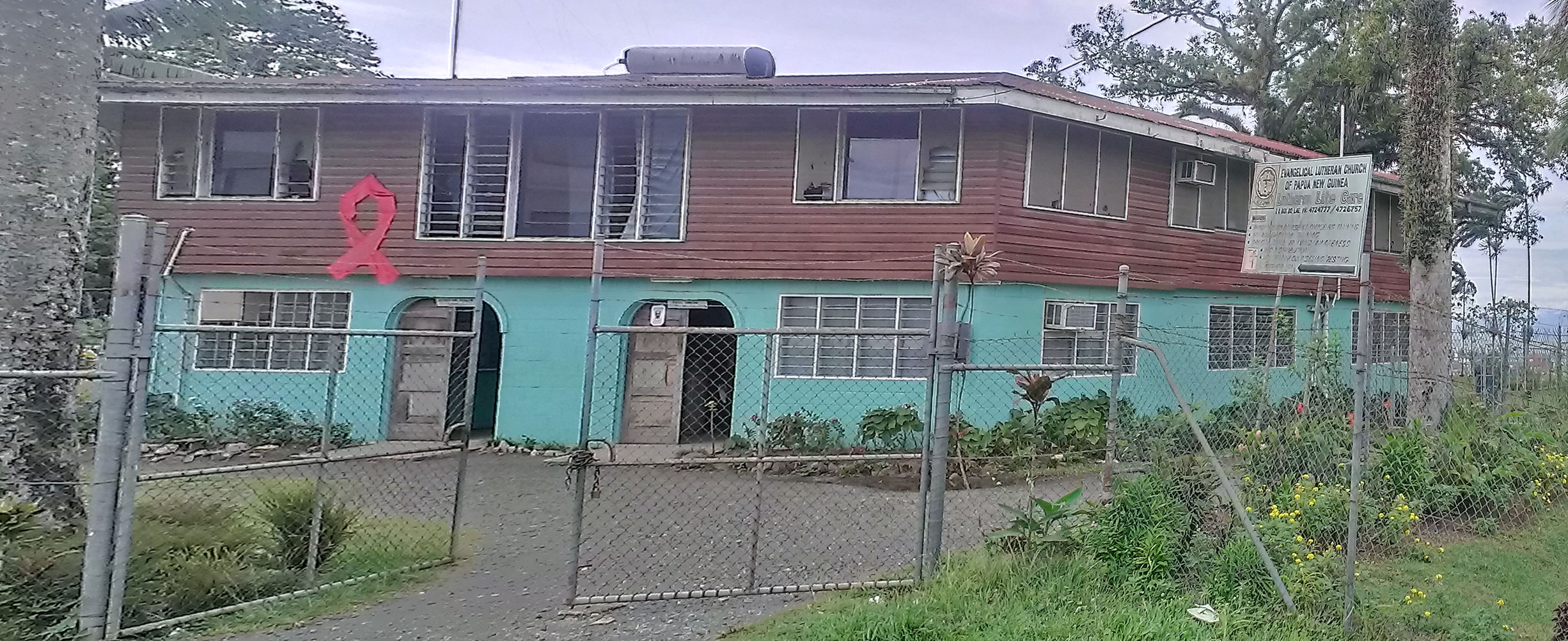
福音派路德宗教堂
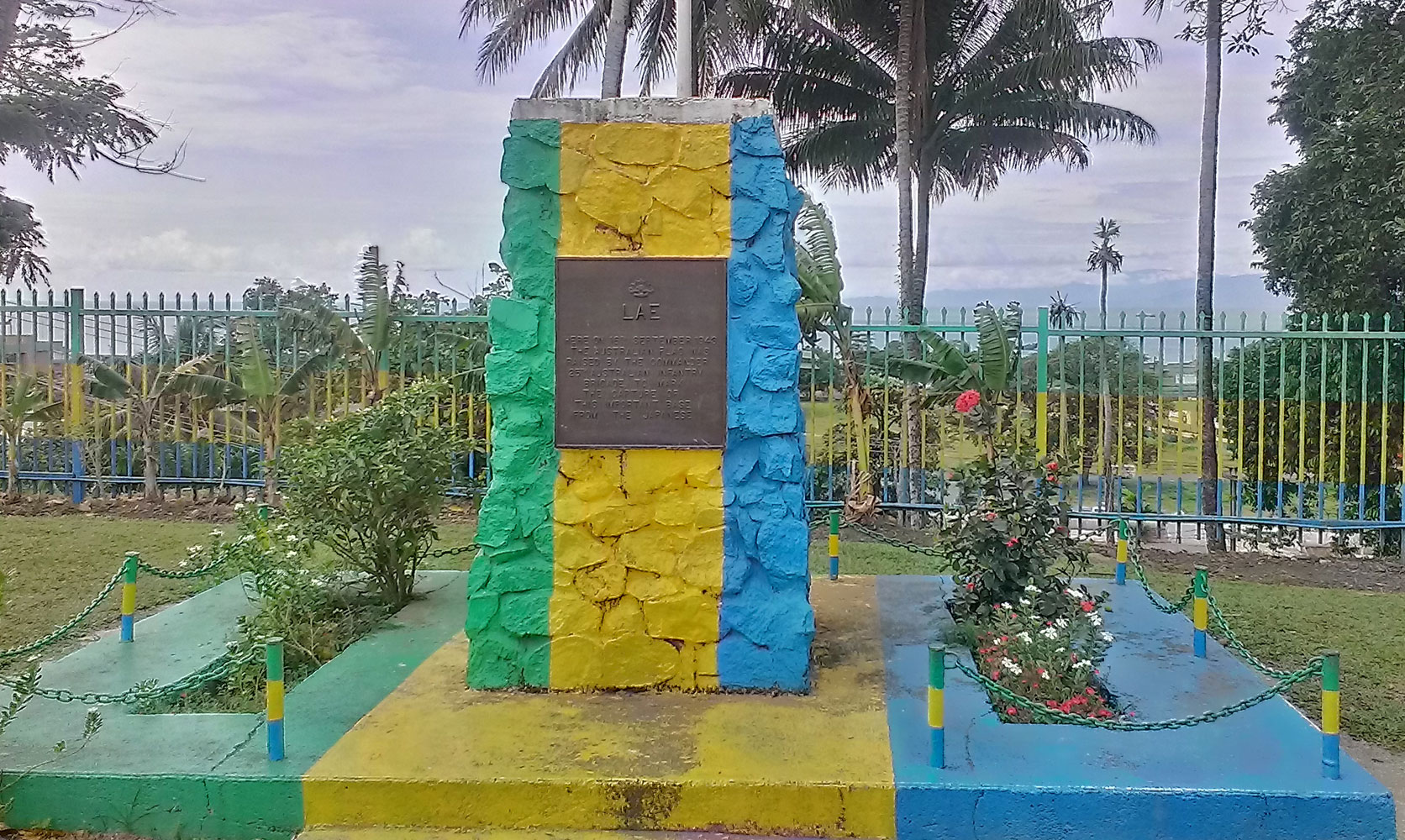
战争胜利纪念碑
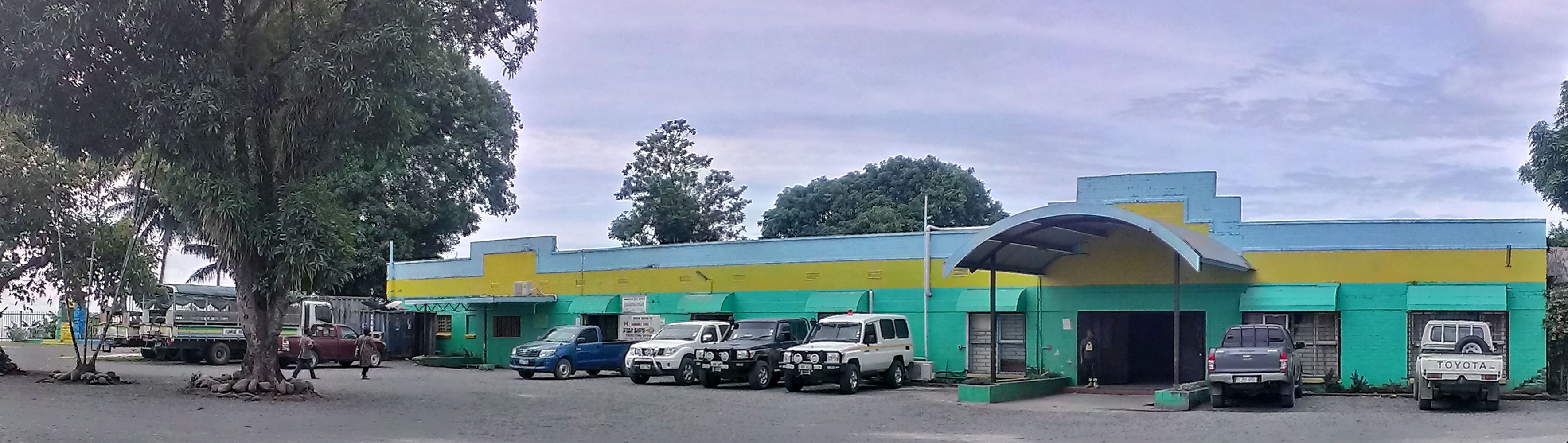
旧澳大利亚回国服务联盟（英语：Returned and Services League of Australia）的建筑

## 友好城市
- 澳大利亚凯恩斯